# Port de Kilia
Le port de Kilia ou de Chilia (ukrainien : Кілійський порт) est un port d'Ukraine sur le Bras de Chilia, un affluent du Danube.

## Histoire
Il a été fondé au XIXe siècle avec le développement économique d'Odessa. Il est depuis longtemps un point de transit des céréales.

## Infrastructures et installations
Il est géré par l'Autorité portuaire d'Ukraine qui est sous l'autorité du Ministère de l'Infrastructure (Ukraine).

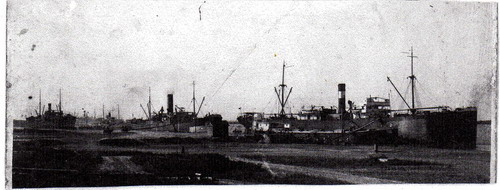
Une vue du port au XIXe siècle.

## Caractéristiques
Le port peut accueillir des navires jusqu'à : 289 m avec un tirant d'eau de 3,5 m.

## Liens
- Liste des ports en Ukraine.